# Mitrasacmopsis quadrivalvis
Mitrasacmopsis quadrivalvis är en måreväxtart som beskrevs av Paul Albert Jovet. Mitrasacmopsis quadrivalvis ingår i släktet Mitrasacmopsis och familjen måreväxter. Inga underarter finns listade i Catalogue of Life.